# Shorthampton
Shorthampton – osada w Anglii, w regionie South East England, w hrabstwie Oxfordshire, w dystrykcie West Oxfordshire, w parafii cywilnej Chilson. Leży około 3 km na zachód od Charlbury.
Najstarsze części anglikańskiego kościoła parafialnego pw. Wszystkich Świętych reprezentują styl normandzki. Z tego samego okresu pochodzi okno lancetowe umieszczone w północnej ścianie nawy. Obecne prezbiterium, zbudowane w XIII lub XIV wieku, jest niewielkich rozmiarów. Większość aktualnych okien pochodzi z trzeciej fazy gotyku w Anglii. Kościół posiada zamknięte ławki kościelne z XVIII wieku oraz południowy przedsionek zbudowany w XIX wieku.
Wewnętrzne ściany budowli zdobią XV-wieczne malowidła ścienne, włączając rzadki Cud glinianych ptaków wzorowany na Ewangelii Nikodema oraz inny obraz, przedstawiający Zytę z Lukki. Budynek kościoła jest zabytkiem klasy II*.
Kościół jest częścią beneficjum Charlbury with Shorthampton. Obecnie większość nabożeństw odbywa się w kościele parafialnym pw. św. Maryi Dziewicy w Charlbury.